# Công chúa Wanda

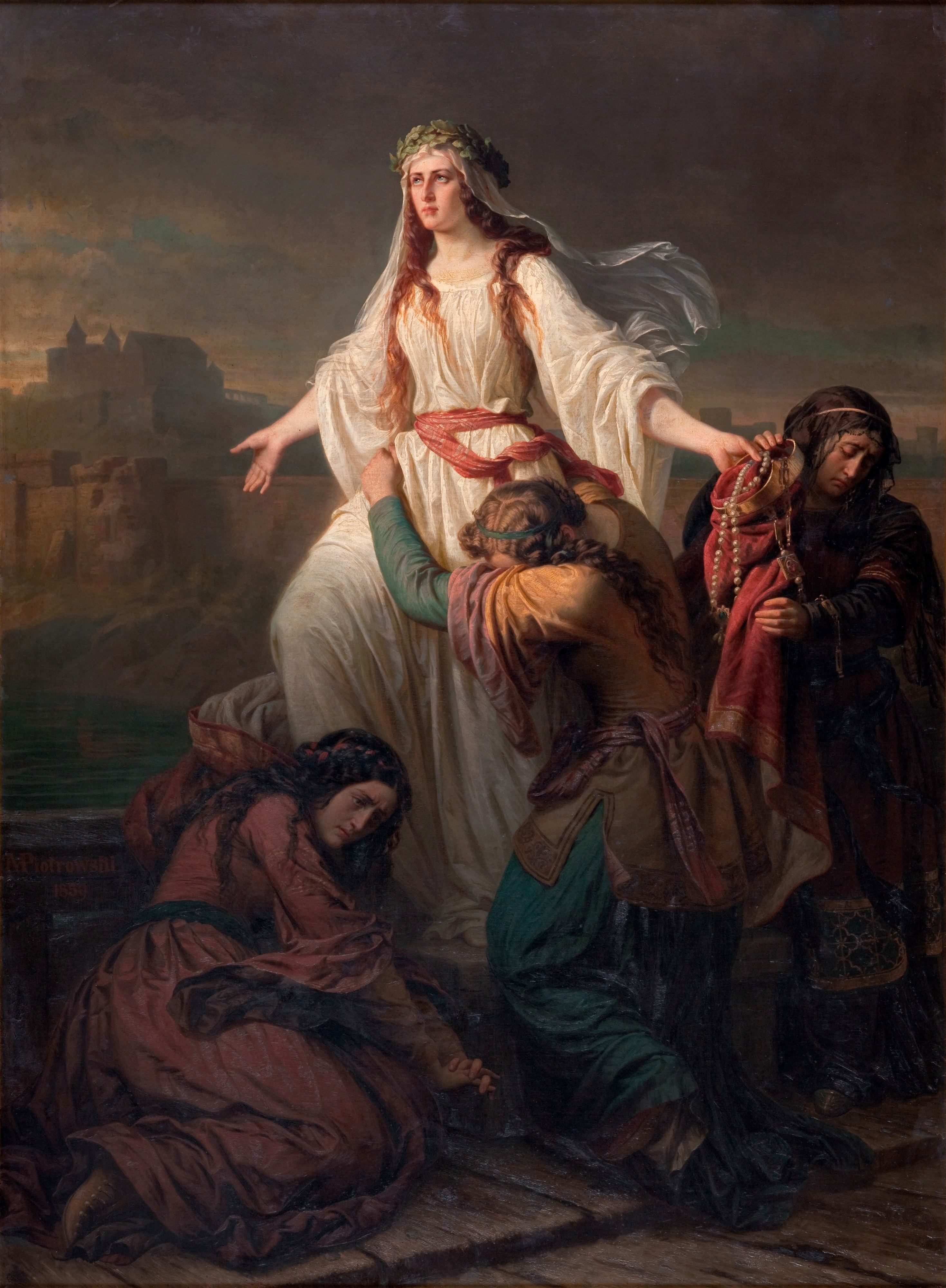
Cái chết của công chúa Wanda tranh của Maksymilian Piotrowski, 1859

Công chúa Wanda (sống vào khoảng thế kỷ thứ 8 tại Ba Lan)  là con gái của Krakus, huyền thoại sáng lập nên Kraków. Sau cái chết của cha, nàng trở thành nữ vương Ba Lan, nhưng đã tự vẫn để tránh một cuộc hôn nhân không mong muốn với người Đức.

## Truyền thuyết Wanda lần đầu được Kadłubek thuật lại
Bản ghi chép đầu tiên về nàng Wanda, là của nhà biên niên sử người Ba Lan, Wincenty Kadłubek. Trong phiên bản này, Wanda cai quản Ba Lan sau khi Krakus băng hà. Khi vùng đất của nàng bị một "bạo chúa người Alamanni" xâm lược, Wanda đã dẫn quân lính ra đối đầu với hắn. Tuy nhiên, khi thấy vẻ đẹp của nàng, quân Đức đã đầu hàng, còn tên thủ lĩnh thì tự sát. Ở cuối chuyện, Kadłubek kể rằng "con sông Vandalus được đặt theo tên của nàng". Cũng kể từ đó, con dân tại vùng đất mà nàng cai quản được gọi là người Vandal. Trong phiên bản này, Wanda không kết hôn và sống một đời dài lâu.

## Phiên bản sau
Sau này, các phiên bản tiếp theo được kể lại có nhiều khác biệt đáng kể. Trong phiên bản của biên niên sử Wielkopolska, một nhà cầm quyền người Đức, Rytygier (Rüdiger), ban đầu ngỏ ý muốn cầu hôn với Wanda, nhưng bị nàng từ chối liền đem quân xâm lược lãnh thổ của Wanda. Trong trận chiến này, tên người Đức đã tử trận, còn Wanda sau đó cũng tự vẫn, như một cách để tạ ơn các vị thần Slavic đã giúp nàng chiến thắng trong trận chiến. Trong một phiên bản khác, nàng Wanda đã gieo mình xuống sông Vistula tự vẫn, vì nàng biết chỉ cần nàng còn sống, sẽ lại có kẻ xâm lược khác lấy cớ cầu hôn để xâm chiếm đất nước của Wanda.

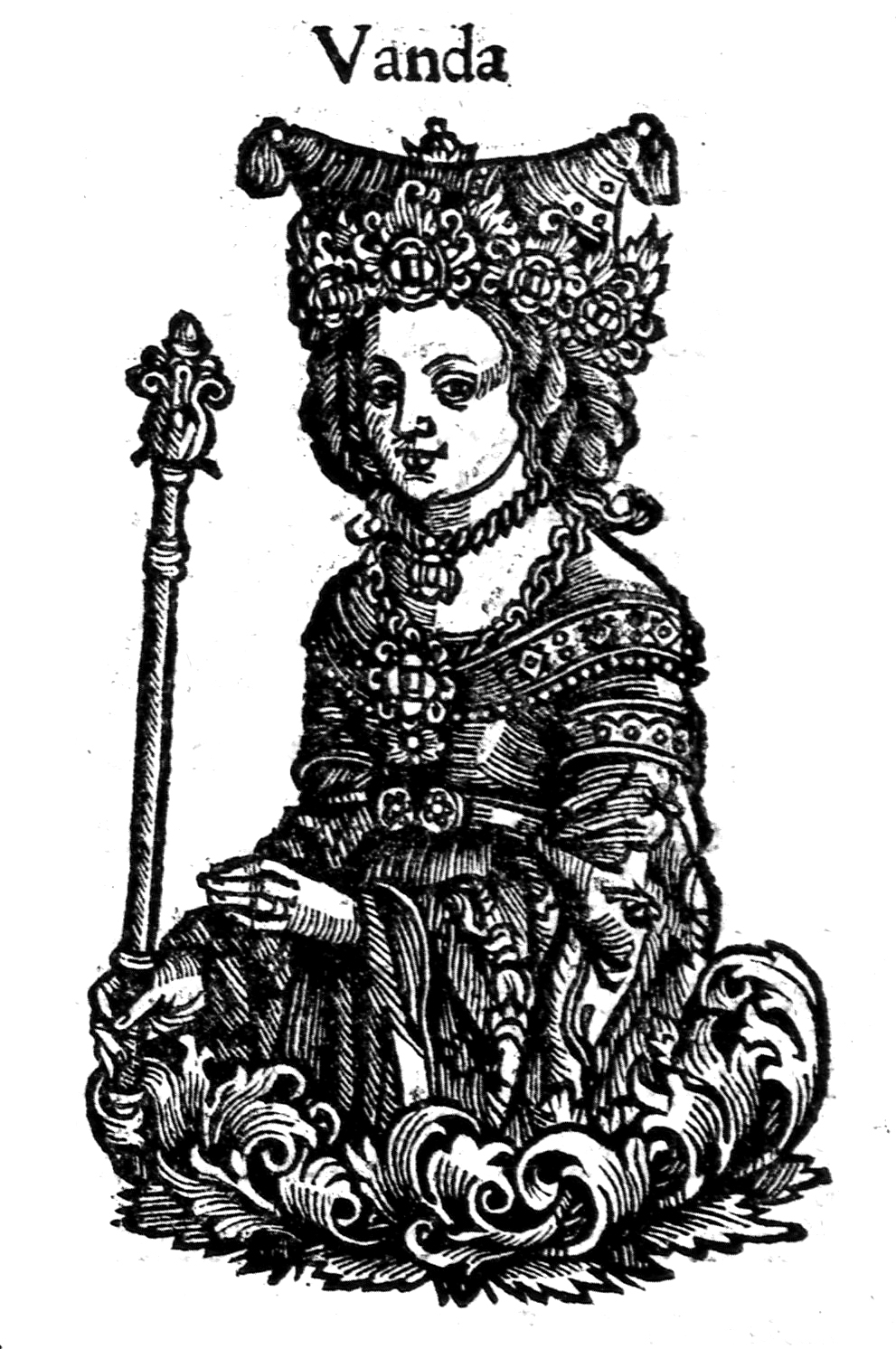
Công chúa Wanda

## Sử học
Chuyện về nàng Wanda lần đầu tiên được kể bởi sử gia Ba Lan thời trung cổ (thế kỷ 12 và 13), Wincenty Kadłubek. Hầu hết các nhà sử học đều cho rằng truyền thuyết về Wanda là do Kadłubek sáng tạo ra, và có thể dựa trên thần thoại Slavic, mặc dù một số sử gia khác lại xem truyền thuyết Wanda có nguồn gốc từ Scandinavia hoặc La Mã Cổ đại (hoặc Hy Lạp).
Phiên bản truyền thuyết Wanda của Kadłubek có hoàng tử người Đức là tự vẫn, còn công chúa Wanda thì không. Theo Kadłubek, Wanda đã sống một đời hạnh phúc, và nàng mãi mãi là một trinh nữ. Chỉ trong Biên niên sử Wielkopolska thế kỷ 13-14, mới sinh ra biến thể với chi tiết Wanda tự vẫn, được phổ biến bởi nhà sử học thế kỷ 15, Jan Długosz.

## Ảnh hưởng trong văn hóa

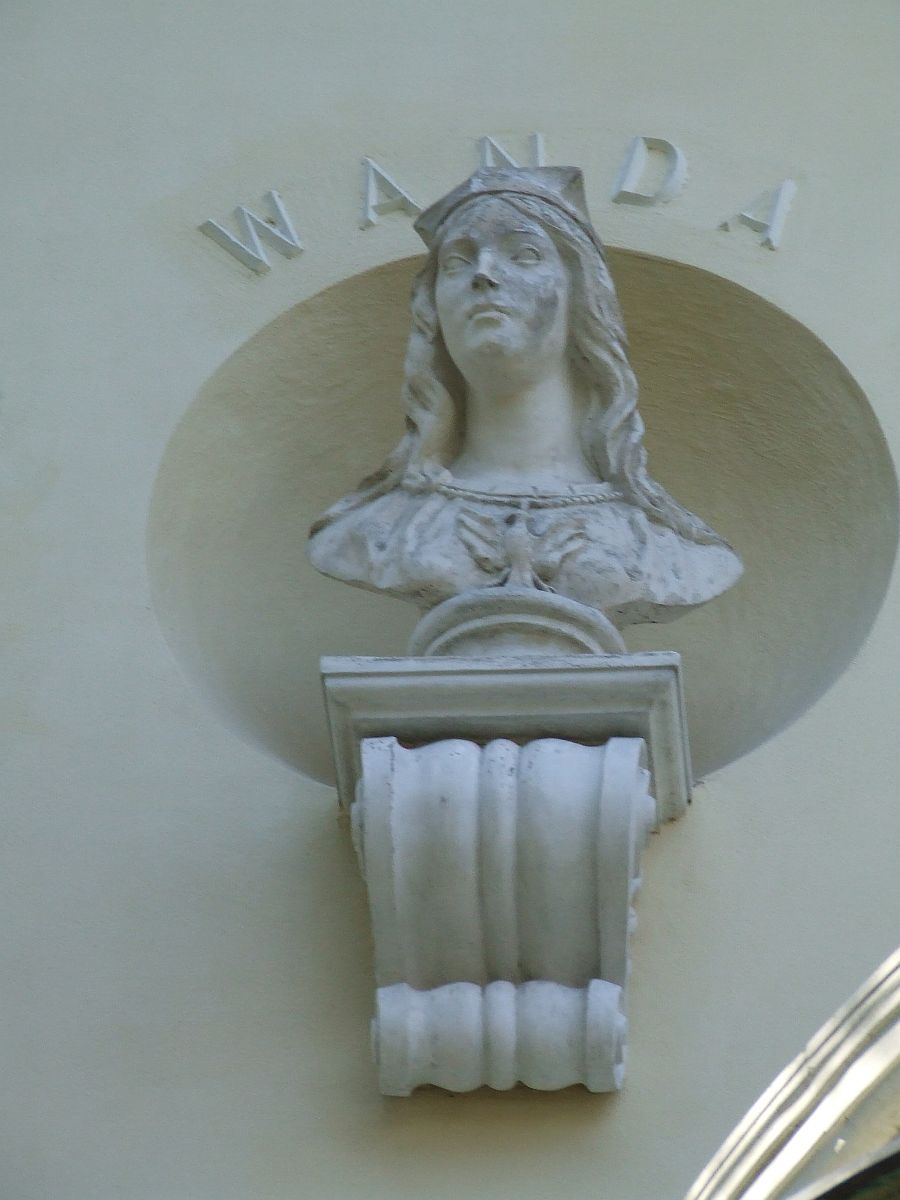
Tượng bán thân của Nữ hoàng Wanda trong Cung điện Krasiński, Ursynów

Người xưa kể rằng nàng được chôn cất trong gò Wanda (tiếng Ba Lan: Kopiec Wandy). Một phong tục được quan sát từ thế kỷ 19 là vào Lễ Ngũ tuần, người ta đốt lửa trên gò đất nơi chôn cất Wanda. Khu vực này nằm ở ngoại ô Kraków, Nowa Huta, khu công nghiệp được thành lập vào năm 1949. Việc xây dựng Nowa Huta bắt đầu vào ngày lấy tên của Wanda (23 tháng 6), công chúa Wanda gần như trở thành người bảo hộ cho quận này, một số trung tâm thương mại, đường phố, cầu đường, sân vận động mang tên nàng.
Nhà thơ người Đức Zacharias Werner đã viết một vở kịch tên là Wanda, mà bạn của ông là Goethe đã cho biểu diễn trên sân khấu kịch vào năm 1890.
Trong văn học Ba Lan, truyền thuyết về nàng Wanda đã trở thành nguồn cảm hứng cho một số tác phẩm, thường về các chủ đề: nền độc lập của Ba Lan và chiến thắng chống xâm lược của Đức.
Nhà thơ Ba Lan, CK Norwid đã đến thăm gò Wanda năm 1840. Sau đó, ông đã sáng tác bài thơ tự sự Wanda để tưởng nhớ nàng công chúa thời cổ.
Nhà viết kịch người Croatia, Matija Ban đã biến Wanda thành biểu tượng của Ba Lan trong vở kịch năm 1868 của ông, "Wanda, Nữ hoàng Ba Lan".
Antonín Dvořák đã sáng tác vở opera thứ năm trong số 11 vở opera của mình, vở bi kịch Vanda xoay quanh một tình tiết trong truyền thuyết Wanda. Vở kịch được viết vào năm 1875, kể về một cuộc tranh đấu giữa người Slav ngoại giáo và người Đức theo đạo Cơ đốc.
Vào năm 1890, một bức tượng do nghệ sĩ người Ba Lan Jan Matejko thiết kế, mô tả một con đại bàng quay về hướng Tây được gắn trên đỉnh gò Wanda. Trên đế của bức tượng có khắc dòng chữ "Wanda", cùng với hai thanh kiếm và một con quay kéo sợi.
Các học giả Albina Kruszewska và Marion Coleman mô tả nữ hoàng Wanda là người có "nét thanh thuần của thiếu nữ Elaine ngồi chờ người yêu trong lâu đài Astolat, có lòng hiếu như nữ hoàng Cordelia, và ý chí sắt đá như Boadicea".